# Championnat d'Autriche de football 1985-1986
Navigation
Saison précédente Saison suivante
La saison 1985-1986 du Championnat d'Autriche de football était la 75e édition du championnat de première division en Autriche. La Bundesliga regroupe les 12 meilleurs clubs du pays au sein d'une poule unique où ils s'affrontent deux fois au cours de la saison, à domicile et à l'extérieur. À la fin de cette première phase, les 8 premiers jouent la poule pour le titre tandis que les 4 derniers rejoignent les 4 premiers de Nationalliga, la deuxième division autrichienne, pour attribuer les 4 dernières places pour la prochaine saison de Bundesliga.
C'est le club du FK Austria Vienne, double tenant du titre, qui remporte à nouveau le championnat en terminant en tête du classement final, avec 2 points d'avance sur le SK Rapid Vienne et 19 sur le FC Wacker Innsbruck. C'est le 17e titre de champion d'Autriche de l'histoire du club, qui réalise le doublé Coupe-championnat en battant le Rapid en finale de la Coupe d'Autriche.

## Les 12 clubs participants
| - SK Rapid Vienne - Grazer AK - Linzer ASK - Donawitzer SV Alpine - FC Wacker Innsbruck - SK Austria Klagenfurt | - SC Eisenstadt - SK VÖEST Linz - FC Admira Wacker - FK Austria Vienne - SK Sturm Graz - Salzburger AK - Promu de Nationalliga |

## Compétition

### Première phase
Le barème utilisé pour établir le classement est le suivant :
- Victoire : 2 points
- Match nul : 1 point
- Défaite : 0 point

| Rang | Équipe                | Pts | J  | G  | N  | P  | Bp | Bc | Diff |
| ---- | --------------------- | --- | -- | -- | -- | -- | -- | -- | ---- |
| 1    | FK Austria Vienne T   | 39  | 22 | 19 | 1  | 2  | 67 | 12 | +55  |
| 2    | SK Rapid Vienne       | 37  | 22 | 16 | 5  | 1  | 73 | 15 | +58  |
| 3    | SK Austria Klagenfurt | 23  | 22 | 7  | 9  | 6  | 33 | 34 | -1   |
| 4    | Grazer AK             | 23  | 22 | 9  | 5  | 8  | 37 | 41 | -4   |
| 5    | Linzer ASK            | 22  | 22 | 8  | 6  | 8  | 33 | 31 | +2   |
| 6    | SK Sturm Graz         | 22  | 22 | 5  | 12 | 5  | 25 | 33 | -8   |
| 7    | FC Admira Wacker      | 20  | 22 | 7  | 6  | 9  | 38 | 34 | +4   |
| 8    | FC Wacker Innsbruck   | 20  | 22 | 7  | 6  | 9  | 43 | 43 | 0    |
| 9    | SK VOEST Linz         | 20  | 22 | 7  | 6  | 9  | 23 | 41 | -18  |
| 10   | SC Eisenstadt         | 18  | 22 | 4  | 10 | 8  | 19 | 45 | -26  |
| 11   | Donawitzer SV Alpine  | 13  | 22 | 3  | 7  | 12 | 27 | 53 | -26  |
| 12   | Salzburger AK P       | 7   | 22 | 0  | 7  | 15 | 16 | 52 | -36  |

|  | Participation à la poule pour le titre           |
|  | Participation à la poule de promotion-relégation |
|  | T Tenant du titre P Promu de Nationalliga        |

### Seconde phase

#### Poule pour le titre
| Rang | Équipe                | Pts | J  | G  | N  | P  | Bp  | Bc | Diff |
| ---- | --------------------- | --- | -- | -- | -- | -- | --- | -- | ---- |
| 1    | FK Austria Vienne T C | 58  | 36 | 26 | 6  | 4  | 99  | 28 | +71  |
| 2    | SK Rapid Vienne       | 56  | 36 | 23 | 10 | 3  | 101 | 34 | +67  |
| 3    | FC Wacker Innsbruck   | 39  | 36 | 14 | 11 | 11 | 69  | 57 | +12  |
| 4    | Linzer ASK            | 38  | 36 | 13 | 12 | 11 | 50  | 44 | +6   |
| 5    | SK Sturm Graz         | 35  | 36 | 9  | 17 | 10 | 45  | 50 | -5   |
| 6    | Grazer AK             | 35  | 36 | 13 | 9  | 14 | 53  | 60 | -7   |
| 7    | FC Admira Wacker      | 29  | 36 | 9  | 11 | 16 | 54  | 66 | -12  |
| 8    | SK Austria Klagenfurt | 28  | 36 | 8  | 12 | 16 | 41  | 67 | -26  |

|  | Qualification pour la Coupe des clubs champions 1986-1987                    |
|  | Qualification pour la Coupe des Coupes 1986-1987                             |
|  | Qualification pour la Coupe UEFA 1986-1987                                   |
|  | T Tenant du titre C Vainqueur de la Coupe d'Autriche P Promu de Nationalliga |

#### Poule de promotion-relégation
Les 4 derniers de la première phase rejoignent les 4 premiers de saison régulière de Nationalliga. Les 4 premiers de cette poule se maintiennent ou accèdent à la Bundesliga.
| Rang | Équipe                      | Pts | J  | G | N | P | Bp | Bc | Diff |
| ---- | --------------------------- | --- | -- | - | - | - | -- | -- | ---- |
| 1    | First Vienna FC (D2)        | 18  | 14 | 7 | 4 | 3 | 20 | 19 | +1   |
| 2    | SK VOEST Linz               | 17  | 14 | 7 | 3 | 4 | 22 | 15 | +7   |
| 3    | Wiener Sport-Club (D2)      | 15  | 14 | 6 | 3 | 5 | 21 | 14 | +7   |
| 4    | SC Eisenstadt               | 15  | 14 | 7 | 1 | 6 | 18 | 15 | +3   |
| 5    | Donawitzer SV Alpine        | 14  | 14 | 6 | 2 | 6 | 22 | 19 | +3   |
| 6    | SV Spittal an der Drau (D2) | 13  | 14 | 5 | 3 | 6 | 15 | 18 | -3   |
| 7    | SK Vorwärts Steyr (D2)      | 13  | 14 | 4 | 5 | 5 | 14 | 18 | -4   |
| 8    | Salzburger AK P             | 7   | 14 | 2 | 3 | 9 | 8  | 22 | -14  |

|  | Promotion en Bundesliga                                                      |
|  | Relégation directe en Nationalliga                                           |
|  | T Tenant du titre C Vainqueur de la Coupe d'Autriche P Promu de Nationalliga |

## Bilan de la saison
| Championnat d'Autriche de football 1985-1986 |                               |
| Champion                                     | FK Austria Vienne (17e titre) |
| Coupes et trophées                           |                               |
| Vainqueur de la Coupe d'Autriche 1985-1986   | FK Austria Vienne             |
| Qualifications continentales                 |                               |
| Coupe d'Europe des clubs champions 1986-1987 | FK Austria Vienne             |
| Coupe des Coupes 1986-1987                   | SK Rapid Vienne               |
| Coupe UEFA 1986-1987                         | Linzer ASK                    |
| Coupe UEFA 1986-1987                         | FC Wacker Innsbruck           |
| Promotions et relégations                    |                               |
| Promus en Bundesliga                         | Wiener Sport-Club             |
| Promus en Bundesliga                         | First Vienna FC               |
| Relégués en Nationalliga                     | Donawitzer SV Alpine          |
| Relégués en Nationalliga                     | Salzburger AK                 |